# Rhabdomastix (Rhabdomastix) tonnoirana
Rhabdomastix (Rhabdomastix) tonnoirana is een tweevleugelige uit de familie steltmuggen (Limoniidae). De soort komt voor in het Australaziatisch gebied.